# Riccardo Pianosi
Riccardo Pianosi (Pésaro, 1 de marzo de 2005) es un deportista italiano que compite en vela en la clase Formula Kite.
Ganó dos medallas en el Campeonato Mundial de Formula Kite, en los años 2021 y 2024, y tres medallas en el Campeonato Europeo de Formula Kite entre los años 2023 y 2025.
Participó en los Juegos Olímpicos de París 2024, ocupando el cuarto lugar en la clase Formula Kite.

## Palmarés internacional
| \| Campeonato Mundial \| Campeonato Mundial \| Campeonato Mundial \| Campeonato Mundial \| \| Año \| Lugar \| Medalla \| Clase \| \| ------------------ \| ------------------------ \| ------------------ \| ------------------ \| \| 2021 \| Torregrande (Italia) \| Medalla de bronce \| Formula Kite \| \| 2024 \| Hyères (Francia) \| Medalla de plata \| Formula Kite \| \| Campeonato Europeo \| \| \| \| \| Año \| Lugar \| Medalla \| Clase \| \| 2023 \| Portsmouth (Reino Unido) \| Medalla de oro \| Formula Kite \| \| 2024 \| Los Alcázares (España) \| Medalla de bronce \| Formula Kite \| \| 2025 \| Urla (Turquía) \| Medalla de plata \| Formula Kite \| |                          |                   |              |
| Campeonato Mundial |                          |                   |              |
| Año | Lugar                    | Medalla           | Clase        |
| 2021 | Torregrande (Italia)     | Medalla de bronce | Formula Kite |
| 2024 | Hyères (Francia)         | Medalla de plata  | Formula Kite |
| Campeonato Europeo |                          |                   |              |
| Año | Lugar                    | Medalla           | Clase        |
| 2023 | Portsmouth (Reino Unido) | Medalla de oro    | Formula Kite |
| 2024 | Los Alcázares (España)   | Medalla de bronce | Formula Kite |
| 2025 | Urla (Turquía)           | Medalla de plata  | Formula Kite |